# Schostka (Desna)
Die Schostka (ukrainisch und russisch Шостка) ist ein 56 km langer Fluss in der Ukraine, im Norden der Oblast Sumy (innerhalb der Rajone Hluchiw, Jampil und Schostka). Sie ist ein linker Nebenfluss des Flusses Desna (Dnepr-Becken).

## Beschreibung
Der Fluss hat eine Länge von 56 Kilometern, das Einzugsgebiet umfasst 412 km². Er fließt durch ein Trogtal mit einer Breite von 2 bis 3 Kilometern. Die sumpfigen Außenniederungen bestehen aus Torf und sandigen Böden. Das leicht geschwungene Flussbett erreicht Tiefen bis zu 0,5 Meter. Die mittlere Fließgeschwindigkeit beträgt 0,2 Meter pro Sekunde. Die Flussneigung beträgt durchschnittlich 1,2 Meter pro Kilometer. Das Wasser des Flusses speist sich vor allem durch Schnee und Regen, dieses abschnittsweise durch insgesamt 6 Staustufen geregelt. Insgesamt 40 Kilometer des Flusses sind kanalisiert, das Wasser wird dabei vorrangig für die Wasserversorgung und Bewässerung in der Landwirtschaft eingesetzt.

## Geographie
Die Schostka entspringt nordwestlich des Dorfes Horile (Горіле). Sie fließt vor allem nach Westen, am Unterlauf in den Nordwesten. Nördlich des Dorfes Pyrohiwka (Пирогівка) mündet sie in die Desna.
Am Fluss liegt die Stadt Schostka.

## Namensgebung
Der Flussname Schostka leitet sich vom ukrainischen Wort schosta für „Sechs“ ab, Schostka ist der sechste Nebenfluss des Desna. Andere örtlich verwendete Namen sind: Halynkiwska (Галинківська) oder Halynkiwka (Галинківка).

## Fischarten
Im Fluss gibt es 12 Fischarten. Zwischen den am Fluss gelegenen Dörfern Makowe und Bohdaniwka wurden 8 Fischarten, darunter Hecht, Rotfeder, Moderlieschen, Gründling, Ukelei, Bitterling, Bachschmerle, Steinbeißer, im Unterlauf im Bereich des Dorfes Pyrohiwka nur 4: Hasel, Aland, Rotfeder und Rapfen. Dazu kommen noch andere Arten, die hier vom Fluss Desna einschwimmen. Viele im Fluss ursprünglich angesiedelte Fische sind wegen der starken Wasserverschmutzung nicht mehr zu finden.